# The Boy From Oz
The Boy From Oz es un musical basado en la vida del cantante y compositor Peter Allen, en el cual se utilizaron canciones escritas por él. El libreto es de Martin Sherman y el libro original de Nick Enright. La producción se estrenó en el Teatro Her Majesty, en Sídney, Australia, el 5 de marzo de 1998 y se realizó en Brisbane, Melbourne, Adelaida y Perth, con un público que superó el millón de espectadores. Se realizó un total de 766 performances en dos años. El protagonista original de la obra fue Todd McKenney como Peter Allen.

## Sinopsis
En la década de 1950, el joven Peter Allen comenzó a actuar y a tocar el piano. Como adulto, Peter realiza varios conciertos en Australia junto a su socio. Le presentan a Judy Garland, quien lo contrata para su espectáculo. Peter se enamora de la hija de Judy, Liza, y se casan; más tarde, aparece en la ciudad de Nueva York con los Rockettes. Al mismo tiempo, Peter comienza a tener una relación con un hombre, por lo que su matrimonio concluye.

## Producciones posteriores

### Broadway
The Boy From Oz fue el primer musical australiano que llegó a Broadway. Apareció en cartel en el Teatro Imperial el 16 de septiembre de 2003, se estrenó oficialmente el 16 de octubre y se terminó el 12 de septiembre de 2004, cuando finalizó el contrato de Hugh Jackman. La obra tuvo 32 emisiones especiales y 365 oficiales en total. Dirigida por Philip William McKinley, con Joey McKneely como coreógrafo, presentó a Jackman como Peter Allen, a Isabel Keating como Judy Garland, a Stephanie J. Block como Liza Minnelli, a Beth Fowler como Marion Woolnough, a Jarrod Emick como el amante de Peter, Greg Connell, y a John Hill como Mark Herron (el esposo de Judy). En 2004 Jackman ganó el Premio Tony como mejor actor protagonista de un musical y el Premio Drama Desk en la misma categoría, y Keating obtuvo el Drama Desk como mejor actriz revelación. El espectáculo también fue nominado para otros cuatro premios Tony, incluyendo Mejor Musical.

### Tour australiano
The Boy From Oz regresó a Australia el 3 de agosto de 2006 hasta el 10 de septiembre en una nueva producción especialmente diseñada para interpretarse en estadios (para audiencias de más de diez mil personas), llamada Boy From Oz Arena Spectacular. Dirigida por Kenny Ortega, Hugh Jackman volvió a realizar el papel de Peter Allen. Lo acompañaron las actrices australianas Chrissy Amphlett y Angela Toohey, como Judy Garland y Liza Minnelli respectivamente. Rarmian Newton y Joshua Waiss Gates, quienes más tarde protagonizarían Billy Elliot the Musical, fueron dos de los cuatro jóvenes que interpretaron a Peter Allen de niño en la producción australiana. La madre de Peter, Marion, fue interpretada por Colleen Hewett. El espectáculo contó con un elenco de cuarenta bailarines y cantantes y veinticinco músicos.
En la obra cantaron los coros de la escuela secundaria Perhos de Perth, mientras que en el resto de las ciudades contó con un coro de cien chicas del Australian Girls Choir.

### Producciones internacionales
En Perú, el musical fue adaptado en el 2013, protagonizado por Marco Zunino como Peter Allen, Érika Villalobos como Liza Minnelli, Elena Romero como Judy Garland y Denisse Dibós como Marion Woolnouhg; Eduardo Pastrana como Mark Herron; dirigida por Mateo Chiarella. Es la primera adaptación en español del musical.

## Lista de canciones (versión de Broadway)
Todas las canciones fueron compuestas por Peter Allen, excepto cuando está especificado
| Acto 1 - The Lives of Me - Peter Allen - When I Get My Name in Lights - Boy and Ensemble - When I Get My Name in Lights (Reprise) - Peter - Love Crazy - Chris Bell, Peter and Ensemble (Allen & Adrienne Anderson) - Waltzing Matilda - Peter and Chris - All I Wanted Was the Dream - Judy Garland - Only an Older Woman - Judy, Peter, Chris y Mark Herron - Best That You Can Do - Peter and Liza Minnelli (por Burt Bacharach, Carole Bayer Sager, Allen & Christopher Cross) - Don't Wish Too Hard - Judy (música de Allen, letra de Sager) - Come Save Me - Liza and Peter - Continental American - Peter and Ensemble (música de Allen, letra de Sager) - She Loves to Hear the Music - Liza and Ensemble (música de Allen, letra de Sager) - Quiet Please, There's a Lady On Stage - Peter and Judy (música de Allen, letra de Sager) - I'd Rather Leave While I'm in Love - Liza and Peter (música de Allen, letra de Sager) - Not the Boy Next Door - Peter and Marion Woolnough (música de Allen, letra de Dean Pitchford) | Acto 2 - Bi-Coastal - Peter and Trio (escrito por Allen, David Foster & Tom Keane) - If You Were Wondering - Peter and Greg Connell - Sure Thing Baby - Dee Anthony, Greg, Peter, Trio and Male Ensemble - Everything Old is New Again - Peter and The Rockettes (música por Allen, letra por Sager) - Everything Old is New Again (Reprise) - Marion, Dee and Greg (música por Allen, letra por Sager) - Love Don't Need a Reason - Peter and Greg (por Allen, Michael Callen & Marsha Malamet) - I Honestly Love You - Greg (por Allen & Jeff Barry) - You and Me - Liza and Peter (música de Allen, letras de Sager) - I Still Call Australia Home - Peter and Ensemble - Don't Cry Out Loud - Marion (música de Allen, letras de Sager) - Once Before I Go - Peter - I Go to Rio - Peter and Company (poe Allen & Anderson) |

Lista de canciones original de la versión australiana
1. Continental American
2. When I Get My Name In Lights
3. Pretty Keen Teen
4. All I Wanted Was the Dream
5. Only an Older Woman
6. Don't Wish Too Hard
7. Sure Thing Baby
8. Quiet Please, There's a Lady on Stage
9. I'd Rather Leave While I'm In Love
10. (I've Been) Taught by Experts
11. Not the Boy Next Door
12. (When) Everything Old is New Again
13. (Arthur's Theme) Best That You Can Do
14. Love Don't Need a Reason
15. She Loves to Hear the Music
16. I Honestly Love You
17. I Still Call Australia Home
18. Don't Cry Out Loud
19. Tenterfield Saddler
20. I Go to Rio
21. The Lives of Me
22. Love Crazy
23. Come Save Me
24. Bi-Coastal
25. If You Were Wondering
26. You and Me
27. Once Before I Go

## Premios y nominaciones
Premios Tony
- Mejor Musical – Producido por Ben Gannon, Robert Fox (nominado)
- Mejor libreto de un Musical – Libreto de Martin Sherman; libro original de Nick Enright (nominado)
- Mejor actor de Musical – Hugh Jackman (ganador)
- Mejor actriz de Musical – Beth Fowler (nominada), Isabel Keating (nominada)

Premio Theatre World
- Mitchel David Federan (ganador)
- Hugh Jackman (ganador)
- Isabel Keating (ganador)

Premio Drama Desk
- Actor destacado en un Musical – Hugh Jackman (ganador)
- Actor revelación destacado en un Musical – Mitchel David Federan (nominado)
- Actriz revelación destacada en un Musical – Isabel Keating (ganadora)

## Menciones en la cultura popular
En el decimotercer episodio de la sexta temporada de Will & Grace, el cual se emitió el 10 de febrero de 2004, el personaje ficticio Jack (Sean Hayes), menciona que va a ir a ver The Boy From Oz, porque no puede esperar para ver a Hugh Jackman. Más tarde quiere demandar a Hugh Jackman/The Boy From Oz por "haberle robado sus movimientos".
El 1 de mayo, en el episodio número 18 de la tercera temporada de la serie Glee, emitido el primero de mayo de 2012, en el capítulo denominado "Choke", el personaje de Kurt Hummel (Chris Colfer), decide cantar como audición para entrar a la escuela NYADA la canción "Not the Boy Next Door", tomando ésta como un riesgo ya que anteriormente se menciona que fue muy controversial para su época. Al final de esta actuación lo felicitan por haber tomado una decisión tan arriesgada, y le dijeron que Hugh Jackman estaría impresionado.